# Eryngium pandanifolium
Eryngium pandanifolium  es una especie fanerógama de Eryngium perteneciente a la familia de las apiáceas.

## Descripción
Es una herbácea perennifolia, que alcanza un tamaño de 150-300 cm de altura, erguida, espinulosa solo en el margen foliar, glabra. Tallos de 0,3-0,9 cm de diámetro en la base, ramificados en la parte superior, verdes, glabros. Hojas todas coriáceas, ensiformes, subuladas, paralelinervias, verdes; las basales 100-150 cm (de c. 2-4 cm de anchura en la base), arrosetadas, indivisas, con el margen provisto de espínulas (de 2-5 mm) antrorsas, adpresas, persistentes en la antesis; hojas caulinares numerosas, similares a las basales aunque más pequeñas, esparcidas –las de los dicasios, opuestas y de 10-25 mm–. Capítulos 5-15 mm, multifloros, globosos, muy numerosos, en dicasios, que a su vez se agrupan en inflorescencias paniculiformes. Brácteas 6-8, de 2-4 mm, más cortas que el capítulo (1/4-1/2 de su longitud), ovado-cuspidadas, con nervio medio muy marcado, puberulentas, sin espinas alternas en la base. Bractéolas tantas como flores, similares a las brácteas. Sépalos c. 1 mm, ovados, mucronados, puberulentos. Mericarpos de 2,5 mm, cubiertos de escamas papilosas, lanceoladas (hasta de 1,2 mm) las del ápice y comisuras, cortas y obtusas las dorsales. Tiene un número de cromosomas de 2n = 48*, 96.

## Distribución y hábitat
Se encuentra en los bordes de arrozales, canales y acequias; 0-10 m.  Originaria de Sudamérica (S del Brasil, Paraguay, Uruguay, Argentina). Naturalizada en la cuenca baja del río Mondego, desde Figueira da Foz hasta Coímbra.

## Taxonomía
Eryngium pandanifolium fue descrita por Cham. & Schltdl. y publicado en Linnaea 1: 336. 1826.
Etimología
Eryngium: nombre genérico que probablemente hace referencia a la palabra que recuerda el erizo: "Erinaceus" (especialmente desde el griego "erungion" = "ción"), sino que también podría derivar de "eruma" (= protección), en referencia a la espinosa hojas de las plantas de este tipo.
pandanifolium: epíteto
 Sinonimia
- Eryngium decaisneanum Urb.
- Eryngium oligodon (DC.) Griseb.
- Eryngium pandanifolium var. atrocephalum Kuntze
- Eryngium paniculatum var. oligodon DC.[3]